# Ветковское согласие
Ветковское согласие — группа старообрядцев-беглопоповцев, переселившиеся в конце XVII века из Русского царства на остров Ветка на реке Сож (в то время территория Речи Посполитой, сейчас Гомельская область Беларуси). На протяжении почти ста лет Ветка была важнейшим центром беглопоповщины.

## История старообрядческого центра в Ветке
Во время правления царевны Софьи был прислан указ на имя черниговского архиерея и стародубского полковника о разборе и возвращении на места прежних поселений беглых стародубских старообрядцев, то многие из них удалились за рубеж в польские владения и поселились недалеко от российской границы. Там они обратились мозырскому старосте магнату Казимиру Халецкому, владельцу родового поместья Хальчи, полученному его предком Павлом Мишковичем от князя Свидригайло в 1437 году. Халецкий разрешил старообрядцам селиться рядом с Халичами на реке Сож на острове под названием Ветка. Этот небольшой остров, всего около трёх километров в окружности, назван так по проливу, отделяющему остров и составляющему ветвь р. Сож. Первые старообрядцы на Ветке были беглецы из Стародубских старообрядческих поселений. Вся эта местность в XVII—XVIII столетиях находилась за российской границей, во владениях Речи Посполитой. За первыми поселенцами на Ветку потянулись сюда многие другие. Вскоре остров стал тесен, и было построено и заселено около него четырнадцать слобод преимущественно между реками Сожем и Ипутью. Это слободы Косецкая, Дубовый Лог, Попетевка, Марьина, Миличи, Красная, Костюковичи, Буда, Крупец, Гродня, Нивка, Грибовка, Тарасовка, Спасовка. Эти слободы процветали подобно небольшим уездным городам. Под общим названием Ветка старообрядцы понимали не один одноимённый остров, а весь конгломерат заселённых ими в этом районе населённых пунктов. Во время расцвета Ветковского старообрядческого поселения численность жителей в нём достигало до сорока тысяч человек.
Настоятелями и руководителями поселенцев были пришедшие из Стародубья попы Косьма и Стефан. Через десять лет после первого заселения Ветки туда пришёл иеромонах Иосаф. Он был дониконовского крещения, но неизвестно старого или нового рукоположения, поэтому сначала многие к нем отнеслись настороженно. Однако после смерти отца Косьмы ветковцы приняли Иосафа, как главного наставника и руководителя. Он убедил ветковских старообрядцев построить церковь, которая была освящена уже после его смерти, при его преемнике Феодосии. Это было важное событие в истории поповщинского старообрядчества в целом и хорошо сказалось на дальнейшей судьбе Ветки. Эта Ветковская церковь долгое время была у старообрядцев единственной. Ветка сделалась метрополией поповщинского старообрядчества. Ветковские монахи и священники разносили по всей России во все старообрядческие поселения дары, освящённые в этой церкви. Во всех поповщинских поселениях наставников и попов принимали по рекомендации Ветки, с благословения тамошнего настоятеля Феодосия. Он был, таким образом, главою поповщины.
На Ветку потянулись многочисленные поселенцы, сюда стекались богатые пожертвования. Здесь даже появился некоторое время епископ некий Епифаний. Блеск и процветание Ветки обратили на неё внимание русского правительства. В 1733 году именным указом императрицы Анны Иоановны ветковцы приглашались возвратиться на места прежних своих поселений, в надежде на прощение правительства. Когда на это, как и на повторённое в следующем году приглашение ответа ветковцев не последовало, против них был послан отряд из пяти полков (Азовского драгунского, Стародубского и Черниговского, а также двух казацких) во главе с полковником Азовского полка Я.Г. Сытиным. В Россию было насильственно возвращено свыше 13 тыс. беглых крестьян-староверов. Раскольники получили от полковника позволение свою церковь переправить в Стародубщину, в слободу Святскую; но она затонула на Соже, а мелкие части её, перевезённые сухим путём, были сожжены молнией.
Через год или два после этого разгрома Ветка возникла снова в прежнем виде и прежней численности населения. Опять была построена церковь во имя Покрова Пресвятой Богородицы; около церкви появилась мужская обитель, в которой приютилось более тысячи чернецов, не считая бельцов и непосвящённых; рядом был основан женский монастырь. Паны Халецкие покровительствовали поселенцам и пользовались, со своей стороны, их услугами.
При императрице Елизавете Петровне вышел новый манифест, приглашавший ветковских беглецов возвратиться в Россию; то же приглашение было повторено при Петре Феодоровиче и Екатерине II, но результата они не имели. В 1764 году генерал-майору Якову Васильевичу Маслову было приказано с войском отправится на Ветку и вернуть в Россию беглецов силой. Маслов с двумя полками пришёл на Ветку и выслал в Россию около двадцати тысяч староверов. Эта операция продолжалась с 5 октября 1764 года до конца ноября 1766 года. Из пригодных к военной службе беглецов сформировали Томский (был расквартирован в Усть-Каменогорской крепости) и Селенгинский (был расквартирован в Селенгинске) пехотные полки, остальных отправили на поселение. Им было разрешено селиться в Астраханской, Оренбургской и Сибирской губерниях, а также в Валуйском уезде Белгородской губернии. Поселённых на Алтае и в Забайкалье старообрядцев из Ветки стали называть «поляками» и «семейскими».
После этого второго разгрома, или, как выражаются стародубцы, «выгонки», Ветка утратила всякое значение в истории раскола. Главную роль в поповщине стало играть Стародубье.
Ветковскую Покровскую деревянную церковь из упразднённой Покровско-Ветковской обители перевезли в Стародубье и при ней возник монастырь, который столь прославился, что его стали называть «всей России лаврою».

## Особенности Ветковского согласия
У Ветковского согласия есть некоторые характерные черты по сравнению с другими поповщинскими согласиями. Настоятель их согласия о. Феодосий, чтобы избежать истощение запасов древнего миро, сам сварил новое из росного ладона, корицы, гвоздики и других благовоний. Ветковцы употребляют его в богослужениях, им помазывают младенцев и взрослых, переходящих к ним из официального православия.
Ещё одно отличие состоит в способе принятия приходящих от православной церкви мирян и священников. Сначала на Ветке, как в Стародубье, всех перекрещивали, а попов даже погружали в воду в облачении, чтобы они не лишились священного сана. Но позже процедура перекрещивания существенно упростилась. Приходящий от никонианской православной церкви священник, после предварительного приготовления постом и покаянием, являлся в церковь или в часовню в полном священническом облачении; там находилась купель с водою, кум и кума и старообрядческий поп. Последний совершает над первым весь чин крещения, но в воду не погружает, а обводит его вокруг купели и помазывает его миром, отворачивая и приподнимая для этого ризы, но отнюдь не снимая их, чтобы не снялось и самое священство.
Ветковское согласие осуждало самосожжения, принимало иконы, написанные и иноверными мастерами, и не считало грехом общение с никонианами в пище и питье.